# Octávio (futebolista)
Octávio Melo Manteca, mais conhecido apenas como Octávio (Rio de Janeiro, 29 de dezembro de 1993), é um futebolista brasileiro que atua como meia. Atualmente joga pelo RANS Nusantara FC da Indonésia.

## Carreira

### Botafogo
Começou sua carreira pelas categorias de base do Botafogo ainda jovem, foi considerado por muitos um promessa do Glorioso por ser um dos destaques do time nos juniores. Realizou sua estreia utilizando a camisa 37 na vitória por 1 a 0 diante do Botafogo, em partida válida pelo Campeonato Carioca de 2013, em que o time se consagrou campeão pela 20ª vez em sua estreia. Marcou seu primeiro gol pelo Botafogo na vitória de virada por 2 a 1 diante do Criciúma em partida válida pelo Campeonato Brasileiro.
Começou sendo utilizado no início da temporada de 2014 no Campeonato Carioca, devido ao foco do Fogão com a Libertadores, em sua primeira partida no ano, Octávio entrou no lugar do meia Daniel no empate por 1 a 1 diante do Resende. Mas o meia não conseguiu se firmar no time com o técnico Eduardo Hungaro.

### ABC
Foi anunciado no dia 10 de março de 2014 como novo reforço do ABC, Octávio foi emprestado até o fim do ano para o time de Natal. Realizou sua estreia pelo Alvinegro na derrota por 1 a 0 para o Desportiva Ferroviária em partida válida pela Copa do Brasil. Marcou dois gols na vitória por 3 a 0 diante do Baraúnas, jogo em que marcou um dos seus primeiros gols pelo Alvinegro, em partida válida pelo Campeonato Potiguar. Voltou a marcar na vitória por 3 a 1 diante do Santa Cruz-RN, em partida válida pelo Campeonato Potiguar. Pouco aproveitado pelo técnico Zé Teodoro, Octávio foi devolvido para o Botafogo, que tinha uma proposta do exterior por ele.

### Fiorentina
Após ser devolvido pelo ABC, Octávio foi emprestado para a Fiorentina. Deixou o time em 2015, sem disputar nenhuma partida.

### Retorno ao Botafogo
Retornando de empréstimo da Fiorentina em julho de 2015, o meia acertou a extensão de seu contrato até 2017.

### Tupi
Após polêmicas com os torcedores e desempenho inexpressivo durante a temporada 2016, Octávio acertou empréstimo com o Tupi-MG para a disputa da Série B desse ano.

### Volta Redonda
Após retornar ao Botafogo, e não ter espaço, Octávio foi emprestado até o final do Carioca de 2017. para o Volta Redonda.

## Títulos
Botafogo
- Campeonato Brasileiro Série B : 2015
- Taça Guanabara: 2013
- Taça Rio: 2013
- Campeonato Carioca: 2013